# 林肯州
林肯州（英語：State of Lincoln）是数个设想中的美国第51州之一。假想中的版图大致包括目前爱达荷州和华盛顿州的一些领土。在所有关于第51州的方案中，林肯州的呼声相对较高。

## 現時的提議

华盛顿东部林肯州假想图

设想中的林肯州包括爱达荷州狭长地带（爱达荷州一块极为狭长的领土）和东华盛顿地区（即喀斯喀特山脉以东）。爱达荷州的原州政府利维斯顿（Lewiston）就位于爱达荷走廊内。后来州府搬迁到爱达荷走廊外的波夕（Boise）。由于导致州政府对爱达荷走廊内领土的管理变得十分困难。因此1864年便有人提出爱达荷走廊独立成州的建议，但很快便遭到否决。
到了1901年，又有类似的建议被提出。这一次的方案便是将爱达荷走廊与东华盛顿合并，并以亚伯拉罕·林肯的名字来命名。而在1996、1999和2005年，爱达荷州以西的华盛顿州也数次传出建立“林肯州”的呼声。除了“林肯”之外，也有人建议使用“哥伦比亚”或“东华盛顿”来命名。华盛顿州的东西两部分由于被喀斯喀特山脉分隔，东部居民对西部的不满众所周知。同样地，爱达荷州北部的居民也感觉自己远离爱达荷州的政治中心波夕。但是，爱达荷州北部的居民从未特别表明和东华盛顿合并的愿望。实际上，鉴于政治、社会现状，以及以山地、湖泊和森林为主的地形，爱达荷州和蒙大拿州西部颇为类似。因此，也有人建议将爱达荷最北端的6个县与蒙大拿州最西部的6个县合并为“库特奈州（State of Kootenai）”，组建一个人口約54萬，在地理、政治和生态三方面统一的新州。
除去这些方案之外，也有不少其他潜在的“林肯州”建立方案进入人们的视线，其中便包括将东华盛顿和俄勒冈州东部合并，成立“杰斐逊州（State of Jefferson）”，因为俄勒冈东部的群众也经常表达他们的不满。如果这个计划通过，新建立的州将会在美国各州份的面积中位居前列——从喀斯喀特山脉东部的丘陵一直延伸至爱达荷州东部边界。
华盛顿州立法机关是目前唯一一个审阅过以上三种现有州份划分计划的机关。由于“林肯州”和“杰斐逊州”的版图有重叠，如果将这两个计划合并在一起，建立的新州份将更为庞大。
美国西北部被称作“内陆帝国（The Inland Empire）”的区域包括华盛顿州、俄勒冈州、爱达荷州和蒙大拿州的一些城市。这一区域与设想中林肯州的版图颇为类似。

## 历史上的提议

### 把懷俄明準州命名為林肯州
1868年怀俄明準州（Wyoming Territory，今懷俄明州）被划分出来时，它原本便被称作“林肯準州”。这在国会引起极大的争议，因为在那时还没有任何一个州或地界是以人名来命名的。内华达州参议院詹姆斯·奈（James W. Nye）最终提议以“怀俄明”来命名。这个名字来自于宾夕法尼亚州的怀俄明谷，曾经在三年前被否决。“怀俄明”在勒纳普印第安语中的意思是“大平原”。

### 從德克萨斯州分割出林肯州

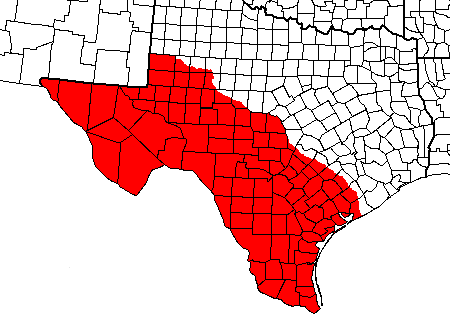
得克萨斯的林肯州假想图

在南北战争结束后，也有人建议从得克萨斯州划出一部分土地，设立林肯州。根据1869年正式提出的草案，德克萨斯州将沿科罗拉多河被划分成两部分，并将西南部命名为林肯州。与在美国重建时期内提出的其他分割得克萨斯的设想不同，这一方案被正式提交至国会，但最终免不了被否决的命运。